# ソニー・クロケット (架空の人物)
ソニー・クロケット(英:James ”Sonny” Crockett)はテレビシリーズ『特捜刑事マイアミ・バイス』および映画『マイアミ・バイス』に登場する架空の警察官である。
メディアに初めて登場したのは1984年9月16日に米NBC系で放送された“Miami Vice”の第1話。テレビシリーズ(1984〜1990)ではドン・ジョンソンが演じ、映画(2006)ではコリン・ファレルが演じた。

## 人物
メトロデイド警察の刑事(sergeant:巡査部長)。身長180センチ。愛称は「ソニー」、発音は「サニー」に近い。ジェームズ・クロケットと表記されることもあり、「ソニー」がミドルネームなのか単なるニックネームなのか定かでない。
南部の出身だが詳細な出身地や家族構成などについて語られたことはない。一度だけ「父親は滅多に家に帰らずいつもバーにいた」と語る場面があったが、これは子供の頃の記憶ではなく自分が息子に対してしてきたことを話した可能性もある。他に、詐欺師を本業とする従兄弟のジャック・クロケットが登場するエピソードがあった。
あまり喋らず愛想は良くない。感情的になりやすい性格で、筋が通らないことがあると怒りを露わにする。犯罪者に対して感情に任せて暴力を振るうこともあるが、内面は非常に道徳心があり義理と人情にも厚く、正しく生きようとする者(特に若者)には更生するチャンスを与えようと全力を尽くす。職務に対して自分なりの強い信念を持っており、上司とは意見の違いでしばしば対立する。
運動神経は非常に優れており、車の運転やボートの操縦、射撃などにおいて並外れた技能を持つ。ビリヤードの腕前もプロ級。
裏社会との関わりを保ち続けるため、アルマーニやロレックスといった高級ブランド品を身につけ、フェラーリやパワーボートを乗り回し、マリーナに係留するヨットを住処にするなど普段からチンピラや売人のような装いで生活している。だらしない無精ひげもその一部と考えられるが、この暮らしにどっぷりと漬かっているため半ば自分を見失っている面もある。
一見優雅な暮らしぶりに見えるのだが、これらの衣類や装飾品、車やボートなどのほとんどが潜入捜査の名目で借りている警察の押収品である。そんな彼の現実の姿は恋人のブレンダが登場するエピソード(S1・20話)で露にされた。警察官の週末は職場の仲間とバーベキューや野球大会、休日は釣りかキャンプ、長期休暇など取れるはずもなく彼の給料ではヴァカンスや海外旅行など夢でしかないなど、女性建築家として成功し華やかな生活を送るブレンダとはあまりに不釣り合いな暮らしぶりが赤裸々に語られた。
愛煙家でもある。煙草はフィルター無しのラッキーストライク。初期の頃は火が点いた吸い殻を路上に放り投げるシーンが度々見られた。不穏な状況になるといらついた様子で煙草を取り出す傾向がある。だが喫煙シーンはS2・14話が最後となり、S4・3話で「煙草はやめた」というセリフがある。
潜入捜査をするときは専らソニー・バーネットと名乗っている。ソニー・ベイツの名を使ったこともある(S1・3話、9話)

### バックグラウンド
※これらのタイムラインは劇中の会話や回想シーンをもとにしている
1949年生まれと1953年生まれの両説がある。
- 1949年は第1話の台本から。またクロケット役のドン・ジョンソン、相棒のタブス役のフィリップ・マイケル・トーマス、共に1949年生まれ。(初回放映時の年齢は35歳）
- 1953年はE5・20話『ソニー絶体絶命!!ヒーローを襲った銃弾!』(1989年放送)で救急隊員が言う「年齢35歳」というセリフからだが、推定年齢を言ったと思われるため正確さはない[4][出典無効]。

1967年～1970年頃にフロリダ大学に進学し、フットボールチームのフロリダゲーターズの花形選手になったが、膝を痛めたためNFLのスカウトを断念した。 アラバマ大学との試合で残り6秒、92ヤードのタッチダウンパスをキャッチしたのをニューヨークにいたタブスが「あんたジェームズ・ソニー・クロケットか！」と覚えていたくらいだから、相当な活躍ぶりだったのだろう。
ベトナム戦争に2度出兵しており、暗号解読の専門家であるダニー・オールレッドによれば少なくとも1971年にはベトナムの戦地にいた(S3・13話)。大学のフットボールチームの親友であるロビー・カーンも一緒に戦地に赴き、ヘリからベトナム兵を突き落とそうとする上官に反抗するなど戦場ではロビーと共に正義を貫いた。1975年のサイゴン陥落に伴い、空母で帰還する際に戦場で友人になった従軍記者のアイラ・ストーンに声をかけられ、米兵の死体に麻薬を隠して密輸する犯罪を目の当たりにしている。
帰国後1975～1976年頃にメトロデイド警察に採用された。子供の頃テレビドラマの「テキサスレンジャー」に夢中になったことがあり警察官に憧れていたと話す(S3・7話)。
警察学校で同期のエヴァン・フリードやマイク・オーゲルと親友になり(S1・21話)、制服警官の巡査としてキャリアをスタートさせた。それから短期間のうちに刑事に昇進し、強盗殺人課に所属してジョン・マローン警部補の指導を受けた(S1・19話)。強盗殺人課に在籍中の1979年、相棒のフランケル刑事が捜査対象の強盗犯フランク・ハックマンによって殺害されるという事件が起きており(S3・11話)、このハックマンとは長く関わることになる。ポール・カッター刑事と組んでいた時期もあったが、クロケットが撃たれて重傷を負う事件をきっかけに仲違いしている。
こうして1980年頃にバイスに転属したと思われる。1984年の第1話(パイロット)での「ロドリゲス主任との付き合いは6年になる」というセリフから、ロドリゲス主任とはバイスに入る前からの付き合いだと考えられる。

### 女性関係
妻のキャロラインと一人息子のビリーがいる。
潜入刑事になってからというもの昼夜が逆転し、暴力や銃や麻薬が常に身近にある生活に一転した。キャロラインはそんな夫の仕事に耐えられなくなり別居していたが、ついに離婚を申し出た(S1・3話)。もう一度やり直そうと説得した矢先、コロンビアの麻薬王が送り込んだ殺し屋によって家族にまで危険が及んだため、キャロラインは実家があるアトランタに帰ってしまった(S1・4話)。
同僚のジーナ・カラブリゼ刑事とはお互いに惹かれ合っており、妻がいるにもかかわらず一線を越えてしまったこともある。ジーナとの関係は曖昧なまま継続するが、恋仲であるような描写はクロケットの新しい恋人ブレンダが登場するエピソード(S1・20話)が最後となった。
シーズン2以降は、ニューヨークで出会うマーガレット(S2・1話)、殺人の共犯者キャリー・バセット(S2・12話)、遊び友達のサラ・デイヴィス(S2・13話)、フランス人のダニエル・ハイヤー刑事(S2・17話)、ヨットに泊まりに来たフェリシア・ディアス(S3・11話)などクロケットのプレイボーイぶりを見せるエピソードが多く見られた。
シーズン3の中盤でテレサ・ライオンという外科医師と結婚を考えていたが、彼女が麻薬常習者と判明しプロポーズする寸前で破局に終わった(S3・第16話)。その少しあとに実業家のクリスティーネ・マークブルグと親密になるが、この女性は裏で売春組織をマネジメントする犯罪者だった(S3・20話)。
シーズン4では、人気歌手ケイトリン・デイヴィスの警護を担当したのをきっかけに愛し合い、短時間のうちに結婚した(S4・第8話)。しかしシーズン5で彼女は宿敵ハックマンに殺されてしまった(S4・21話)。

### 使用する車
愛車はフェラーリ365GTS/4、通称デイトナ。犯罪者から押収したものでメトロデイド警察の所有物だが、クロケットは「命の次に大切な車だ」と言って自分の車のように乗り回す。ただ整備士のトミーに料金が高いと文句を言っているので、整備費用は自腹で支払っているようだ(S2・14話)。 
シーズン3で武器取引の潜入捜査中にデイトナが携帯型ミサイルで木っ端微塵にされてしまい、代わりに白のフェラーリ・テスタロッサを与えられた(S3・1-2話)。
バイスに配属される前の強盗殺人課にいた頃は黒のポルシェ911SCに乗っていた(S3・11話)。

### 使用する銃
第1話(パイロット)ではブローニングBDA。第2話からブレン・テンに替わりソニー・クロケットの代表的な拳銃となった。シーズン3～4ではS&W M645、シーズン5ではM4506を使用した。
左足首にはバックアップ用のデトニクスを携行する。シーズン5辺りからS&W M6906に変わっている。

## 映画
『マイアミ・バイス』は2006年の映画。テレビシリーズからの継続ではなく、2006年頃の時代背景に置き換えられ、ジェームズ "ソニー"・クロケットもまったく新しいキャラクターとして描かれた。
1970年7月2日生まれ。父親はトラック運転手で仲が良かったと話すシーンがあるが、潜入捜査中だったため真実ではない可能性もある。酒はモヒートを好み、"I'm a Fiend for Mojitos." (おれはモヒート中毒だ)という Fiend＝麻薬常習者 を引っ掛けた会話がある。
車はフェラーリ430スパイダー F1マチック。パワーボートの操縦にも長け、潜入捜査の一環ではあるがレースにも参戦した。
携行する拳銃はストレイヤー・フォイトTIKI-T。小型だがチタン製ボディの高額な拳銃で、裏社会に潜入するには最適な選択と言える。銃撃戦ではSIG SG552を使用する。